# Resinicium rimulosum
Resinicium rimulosum är en svampart som beskrevs av Nakasone 2007. Resinicium rimulosum ingår i släktet Resinicium, klassen Agaricomycetes, divisionen basidiesvampar och riket svampar.   Inga underarter finns listade i Catalogue of Life.